# Stefanie Moser
Stefanie Moser (23 aprile 1988) è un'ex sciatrice alpina austriaca.

## Biografia

### Stagioni 2004-2008
Specialista delle prove veloci (discesa libera e supergigante) originaria di Reith im Alpbachtal e attiva in gare FIS dal dicembre del 2003, in Coppa Europa la Moser ha debuttato il 6 febbraio 2005 a Castelrotto, classificandosi 40ª in supergigante, e ha ottenuto la prima vittoria, nonché primo podio, nel supergigante disputato il 6 dicembre 2006 a Hemsedal.
Il 14 gennaio 2007 ha fatto il suo esordio in Coppa del Mondo nella supercombinata di Altenmarkt-Zauchensee, piazzandosi al 17º posto; ha quindi conquistato la medaglia di bronzo ai Mondiali juniores di Formigal 2008 nel supergigante, dietro a Viktoria Rebensburg e Anna Fenninger.

### Stagioni 2009-2016
Nella stagione 2008-2009 in Coppa Europa è arrivata terza nella classifica generale, prima in quella di discesa libera e seconda in quella di supergigante; anche nel 2010-2011 ha vinto la classifica di discesa libera del circuito continentale, ottenendo tra l'altro la sua ultima vittoria (nonché ultimo podio) nel circuito, il 25 febbraio a Soči Krasnaja Poljana in supergigante. Il 30 novembre 2012 ha colto a Lake Louise il suo miglior piazzamento di carriera in Coppa del Mondo, un 5º posto in discesa libera che avrebbe bissato nel corso della stessa stagione a Garmisch-Partenkirchen, il 2 marzo. Ai Mondiali di Schladming 2013, sua unica presenza iridata, non ha concluso la prova di discesa libera.
Si è ritirata al termine della stagione 2015-2016; la sua ultima gara in Coppa del Mondo è stato il supergigante disputato a La Thuile il 21 febbraio, senza concludere la prova, mentre l'ultima gara della carriera della Moser è stato il supergigante dei Campionati austriaci 2016 svoltosi il 7 aprile a Sankt Leonhard im Pitztal.

## Palmarès

### Mondiali juniores
- 1 medaglia:
  - 1 bronzo (supergigante a Formigal 2008)

### Coppa del Mondo
- Miglior piazzamento in classifica generale: 39ª nel 2013

### Coppa Europa
- Miglior piazzamento in classifica generale: 3ª nel 2009
- Vincitrice della classifica di discesa libera nel 2009 e nel 2011
- 15 podi:
  - 7 vittorie
  - 4 secondi posti
  - 4 terzi posti

#### Coppa Europa - vittorie
| Data             | Località              | Paese    | Specialità |
| ---------------- | --------------------- | -------- | ---------- |
| 6 dicembre 2006  | Hemsedal              | Norvegia | SG         |
| 16 gennaio 2009  | Caspoggio             | Italia   | DH         |
| 11 marzo 2009    | Crans-Montana         | Svizzera | DH         |
| 12 marzo 2009    | Crans-Montana         | Svizzera | SG         |
| 12 gennaio 2011  | Altenmarkt-Zauchensee | Austria  | DH         |
| 24 febbraio 2011 | Soči Krasnaja Poljana | Russia   | DH         |
| 25 febbraio 2011 | Soči Krasnaja Poljana | Russia   | SG         |

Legenda:

DH = discesa libera

SG = supergigante

### Campionati austriaci
- 4 medaglie[1]:
  - 1 oro (discesa libera nel 2013)
  - 3 bronzi (combinata nel 2008; discesa libera, supergigante nel 2010)

### Campionati austriaci juniores
- 7 medaglie[1]:
  - 3 ori (discesa libera, supergigante nel 2006; discesa libera nel 2008)
  - 2 argenti (discesa libera nel 2005; discesa libera nel 2007)
  - 2 bronzi (supergigante nel 2004; slalom gigante nel 2005)